# Metro v Teheránu
Metro v Teheránu (persky مترو تهران‎, Metro-ye Tehrān) je systém šesti linek podzemní dráhy a jedné linky příměstské železnice pod Teheránem, hlavním městem Íránu. Se svými sedmi linkami se jedná o největší a jedno z nejrušnějších meter na středním východě.
Teheránská metro přepraví za den přes 3 miliony pasažérů, v roce 2018 jej použilo 820 milionů lidí. Délka linek k roku 2019 je 229 kilometrů. Po dokončení stavebních prací a dostavbě dalších dvou linek bude celková délka 430 km.
Metro jezdí každý den od pondělí do neděle přibližně od 5:30 do 23:00. Jízdenka stojí 1000 Íránských rijálů, což odpovídá 5,30 Koruny české (k listopadu 2020), bez ohledu na ujetou vzdálenost. Předplacené časové jízdenky stojí mnohem méně. V metru mohou senioři cestovat zdarma. Ve všech teheránských vlacích metra jsou první a polovina druhých vagónů z každého konce vyhrazeny pro ženy. Ženy mohou stále volně jezdit v jiných vozech.

## Historie
Prvotní plány na výstavbu metra byly položeny již v 60. letech 20. století. Realizovány ovšem mohly být až od roku 1982, a to kvůli problémům, jako byla Íránská revoluce, nebo Íránsko-Irácká válka.
V roce 1970 bylo vyhlášeno výběrové řízení na výstavbu, které vyhrála francouzská společnost SOFRETU. Ta ještě téhož roku začala připravovat předběžné návrhy. K roku 1976 byly zahájeny geologické průzkumy.
Výstavba metra byla zahájena v roce 1978. Netrvala však moc dlouho, a to s ohledem na Íránskou revoluci v roce 1979/1980. Pokračování se stavba dočkala v roce 1985, pokračovala však velmi pomalu kvůli válce s Irákem, přičemž někdy musely být práce i úplně zastaveny.
První linka, a to s číslem 5, byla otevřena k roku 1999.

## Linky

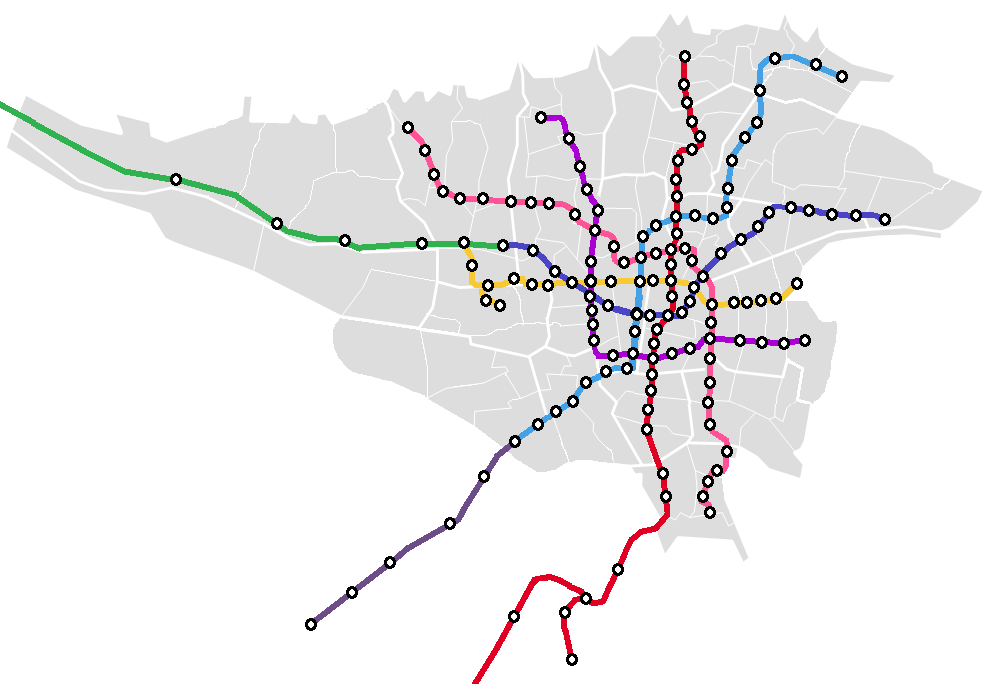
Mapa metra i s plánovanými stanicemi

| Linka   | Otevřeno  | Délka    | Stanic         | Typ                  |
| ------- | --------- | -------- | -------------- | -------------------- |
| 1       | 2001      | 67,9 km  | 32             | Metro                |
| 2       | 2000      | 24,6 km  | 22             | Metro                |
| 3       | 2012      | 33,7 km  | 24             | Metro                |
| 4       | 2008      | 23,0 km  | 22             | Metro                |
| 5       | 1999      | 67,3 km  | 12             | Příměstská železnice |
| 6       | 2019      | 10,0 km  | 5              | Metro                |
| 7       | 2017      | 20,3 km  | 11             | Metro                |
| Metro:  | Metro:    | 149,1 km | 117            |                      |
| Celkem: | Celkem:   | 246,8 km | 128            |                      |
| 8       | Plánované |          | 34 (plánováno) | Metro                |
| 9       | Plánované |          | 39 (plánováno) | Metro                |
| 10      | Plánované |          | 35 (plánováno) | Metro                |
| 11      | Plánované |          | 17 (plánováno) | Metro                |

### Linka 1
Linka 1, na mapách kreslená červenou barvou, je dlouhá 28,1 km, z čehož vede 14,9 kilometrů pod zemí a 13,2 nad zemí. Na lince je 29 stanic, z toho 22 podzemních. V roce 2018 byla denní přepravní kapacita 650 000 lidí. Vlaky se skládají vždy ze sedmi vagonů, které dohromady mají kapacitu 1 300 pasažérů. Maximální rychlost soupravy je 80 km/h, avšak z důvodu zastavení na stanicích vlak jede průměrně 45 km/h.

### Linka 2
Linka 2, na mapě tmavě modře/fialově, byla otevřená v únoru roku 2000. Je dlouhá 26 kilometrů, z toho je 19,6 km pod zemí. Na lince je 22 stanic, přičemž Imam Khomeini je přestupní na linku 1.

### Linka 3
Linka 3 vede ze severovýchodu na jihozápad. Spojuje tím jihozápadní čtvrtě Teheránu s jeho severovýchodní částí. Prochází přitom rušnými částmi hlavního města, čímž pomáhá zmírnit dopravní problémy. První část linky (asi 7 kilometrů) byla otevřena v prosinci 2012, následujících 12 km se zprovoznilo k dubnu 2014. Poslední část dlouhá asi 18 km se otevřela 22. září 2015. Tím metro získalo celkovou délku 37 km a svých dohromady 15 stanic.

### Linka 4
Linka je 22 kilometrů dlouhá, je na ní 18 stanic a spojuje západní část Teheránu s východní. Tato linka vede přes Ekbatan (západní Teherán) do Kolahdoozu (východní Teherán). V roce 2012 byla zahájena výstavba západního prodloužení linky 4 spojující Ekbatan s náměstím Chaharbagh. Toto rozšíření zahrnovalo 3 stanice. Dodatečná žlutá linka spojuje stanici Bimeh s letištěm Mehrabad. Tato má 2 stanice na terminálu 1 a 2 a terminálu 4 a 6.
Sekce 1 od náměstí Ferdowsi po Darvazeh Shemiran byla otevřena v dubnu 2008. Oddíl 2 z Darvazeh shemiran na náměstí Shohada byl otevřen v únoru 2009. Dne 24. května 2009 byla otevřena sekce 3 z náměstí Ferdowsi na náměstí Enghelab. Dne 23. července 2012 byly slavnostně otevřeny další dvě stanice spojující linku 4 s linkou 5.
V současné době (2020) je na lince 4 v provozu 19 stanic, které jsou na systémových mapách zbarveny žlutě.

### Linka 5
Linka 5 je příměstská železniční trať, je na systémových mapách zbarvena zeleně, je 43 kilometrů dlouhá a má 11 stanic. Zajíždí do oblasti Karaj s hlavními stanicemi v Karaj a Golshahr. Spojuje se západním koncem linky 2 ve stanici Teherán (Sadeghiyeh) a se západním koncem linky 4 ve stanici metra Eram-e Sabz.

### Linka 6
Šestá linka je na systémových mapách zabarvena růžově; spolu s první částí z náměstí Shohada do Dowlat Abad měří 9 kilometrů a byla otevřena 7. dubna 2019. Po dokončení byla linka 9 kilometrů dlouhá se 3 stanicemi a spojuje jihovýchodní Teherán se severozápadem. Ke konstrukci tunelu se používal stroj pro vrtání tunelů (TBM). TBM používal metodu vyváženého zemního tlaku k bezpečnému průchodu městskými oblastmi bez podstatného osídlení.

### Linka 7
Tato linka, podobně jako linka 6, a na rozdíl od linky 3, vede od severozápadu na jihovýchod a byla postavena pomocí moderních strojů TBM. Jeho první fáze, kompromis 18 kilometrů trati a 7 stanic bylo otevřeno v červnu 2017. V současnosti, v roce 2020, má tato linka 22 kilometrů s deseti stanicemi.

## Plány do budoucna

### Linka 10
Linka 10 měřící 43 kilometrů s pětatřiceti stanicemi je plánována podél západovýchodního koridoru od stanice metra Vardavard na západě od Teheránu směrem do oblasti kosarského akvaduktu na východě. Stavba byla zahájena v září 2020.

## Bezpečnost

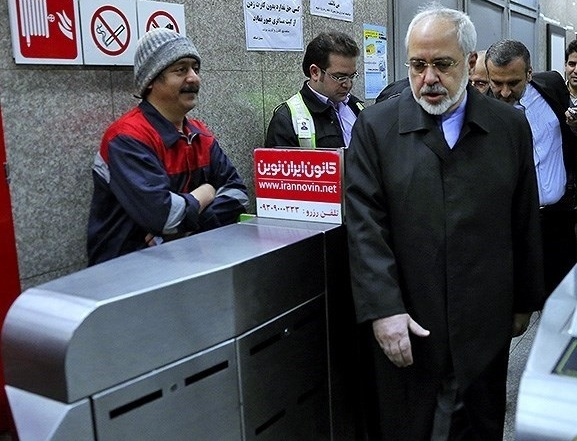
Ministr zahraničí Mohammad Javad Zarif využívá metro při cestě do své kanceláře

Všechny trasy byly vybaveny automatickou ochranou vlaků (ATP), automatickým zastavením vlaku (ATS), centralizovaným řízením dopravy (CTC) a SCADA. Stále více obyvatel používá metro díky rychlejší dopravě během špiček, otevření více stanic a celkovému zlepšení pomocí nových eskalátorů, výtahů a klimatizace ve vlacích.
Dne 18. července 2007 se propadla oblast o ploše dvaceti metrů čtverečních bezprostředně přiléhající ke vchodu do stanice metra Toupkhaneh. Nebyly žádné oběti, ale stanice musela projít mnoha opravami. Dne 15. dubna 2012 se kvůli silnému dešti v Teheránu poškodily bezpečnostní zdi řeky Mianrood a následně vniklo 300 000 metrů krychlových vody do tunelu metra linky 4. Dvě nejbližší stanice byly stále ve výstavbě, takže provozovatelé metra měli dostatek času na evakuaci cestujících z ostatních stanic. Nikdo nezemřel, ale hloubka vody ve stanici Habib-o-llah, nejhlubší stanici na lince 4, byla odhadována na téměř 18 metrů. Znovuotevření zaplavených stanic, které byly dříve v provozu, trvalo téměř dva týdny.

## Výzvy
Teheránské metro zažilo během svého provozu od svého zahájení různé výzvy, nejnovější z nich byla reakce na pandemii covidu-19.

### Pandemie covidu-19 v Íránu
V rámci bezpečnostních protiepidemických opatření proti šíření covidu-19, které v Íránu přibývaly, stanovilo metro v Teheránu podmínky pro vstup do sítě metra na kterékoli stanici. Zodpovídajícím pracovníkům v každé stanici bylo nařízeno zabránit vstupu cestujícím bez roušek a tito cestující si museli roušku opatřit v prodejnách umístěných na každé stanici metra.

## Seznam přestupních stanic
1. Darvazeh Shemiran; linky 2 a 4
2. Shahid Beheshti; linky 1 a 3
3. Darvazeh Dowlat; linky 1 a 4
4. Imam Khomeini; linky 1 a 2
5. Theatr-e Shahr; linky 3 a 4
6. Shademan; linky 2 a 4
7. (Tehran) Sadeghiyeh; linky 2 a 5
8. Eram-e Sabz; linky 4 a 5
9. Shahed – Bagher Shahr; linky 1 a 1
10. Shahid Navvab-e Safavi; linky 2 a 7
11. Mahdiyeh; linky 3 a 7
12. Meydan-e Shohada; linky 4 a 6
13. Meydan-e Mohammadiyeh; linky 1 a 7
14. Imam Hossein; linky 2 a 6
15. Shohada-ye Haftom-e Tir; linky 1 a 6 (v provozu na lince 1, ve výstavbě pro linku 6)
16. Meydan-e Vali Asr; linky 3 a 6 (v provozu na lince 3, ve výstavbě pro linku 6)
17. Towhid; linky 4 a 7 (v provozu na lince 4, ve výstavbě pro linku 7)
18. Daneshgah-e Emam Ali; linky 2 a 3 (v provozu na lince 2, ve výstavbě pro linku 3)
19. Daneshgah-e Tarbiat Modares; linky 6 a 7 (ve výstavbě pro linku 6, v provozu na lince 7)
20. Shohada-ye Hefdah-e Shahrivar; linky 6 a 7 (ve výstavbě pro linky 6 a 7)

## Galerie

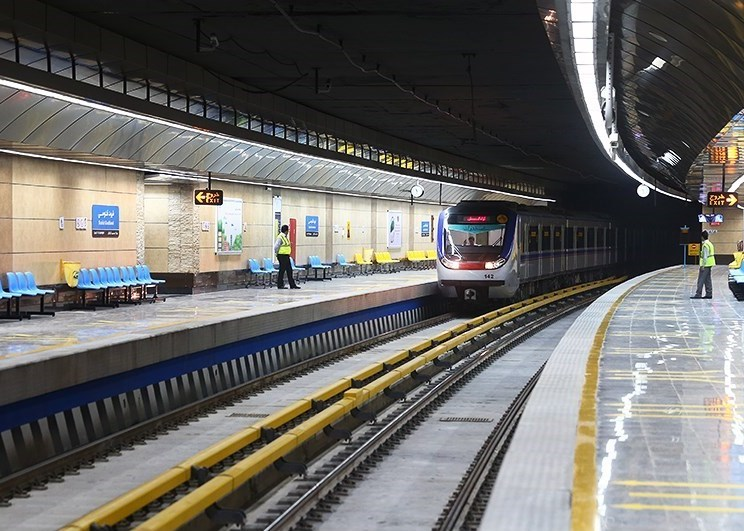
Linka 3, 2016
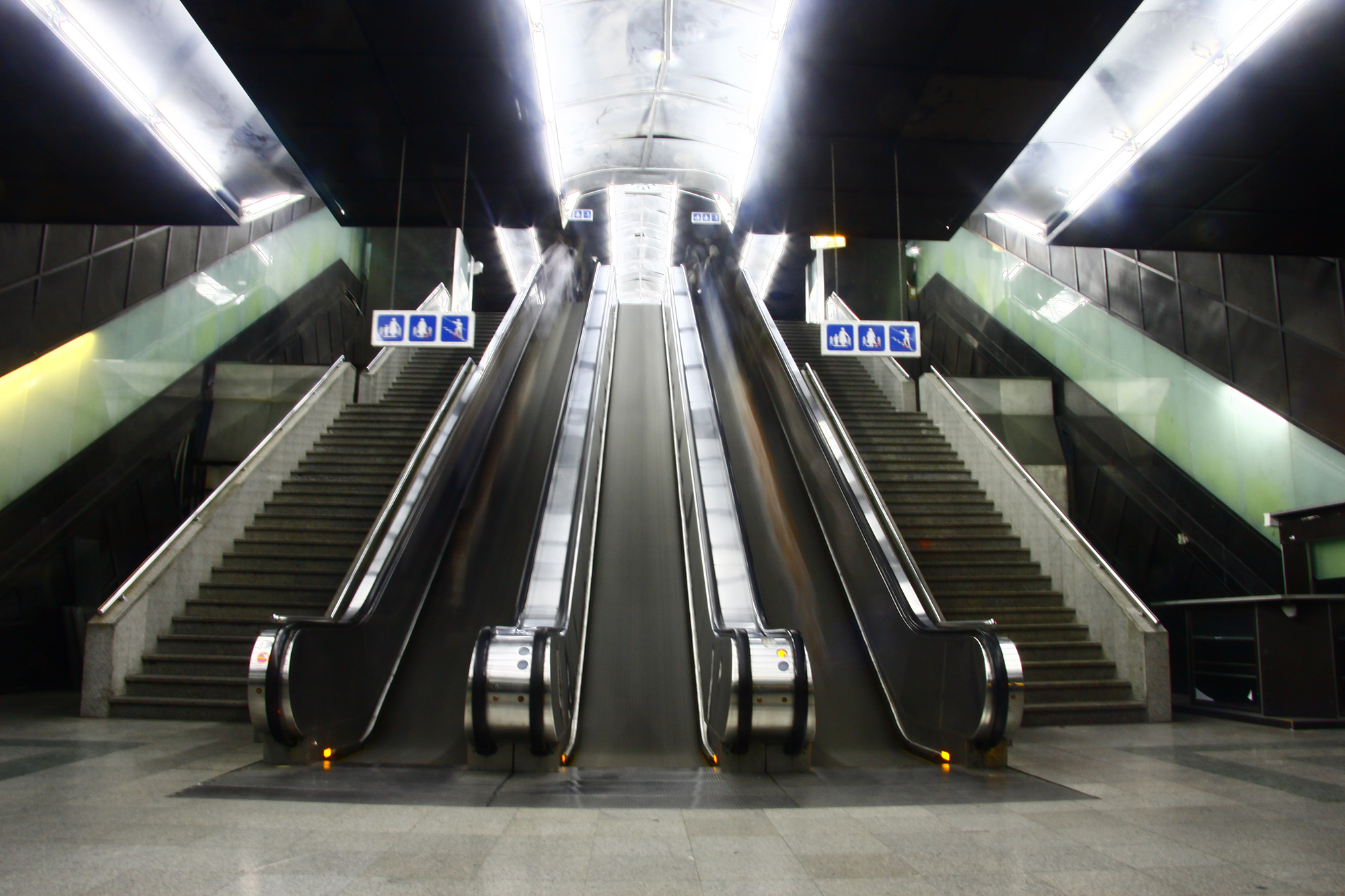
Eskalátory na stanici Haghani
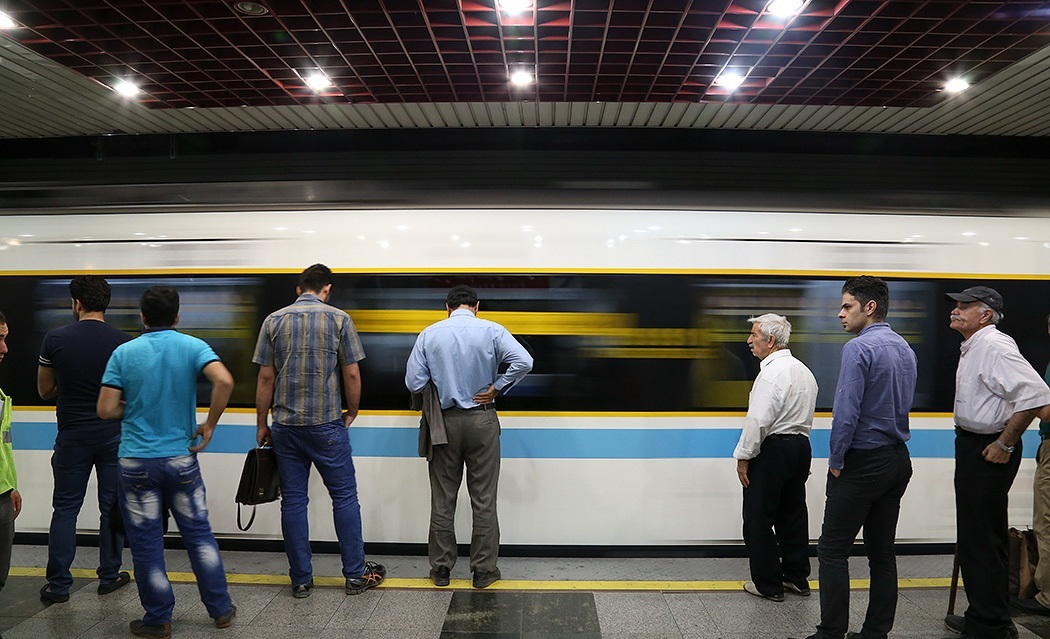
Metro v Teheránu v roce 2018
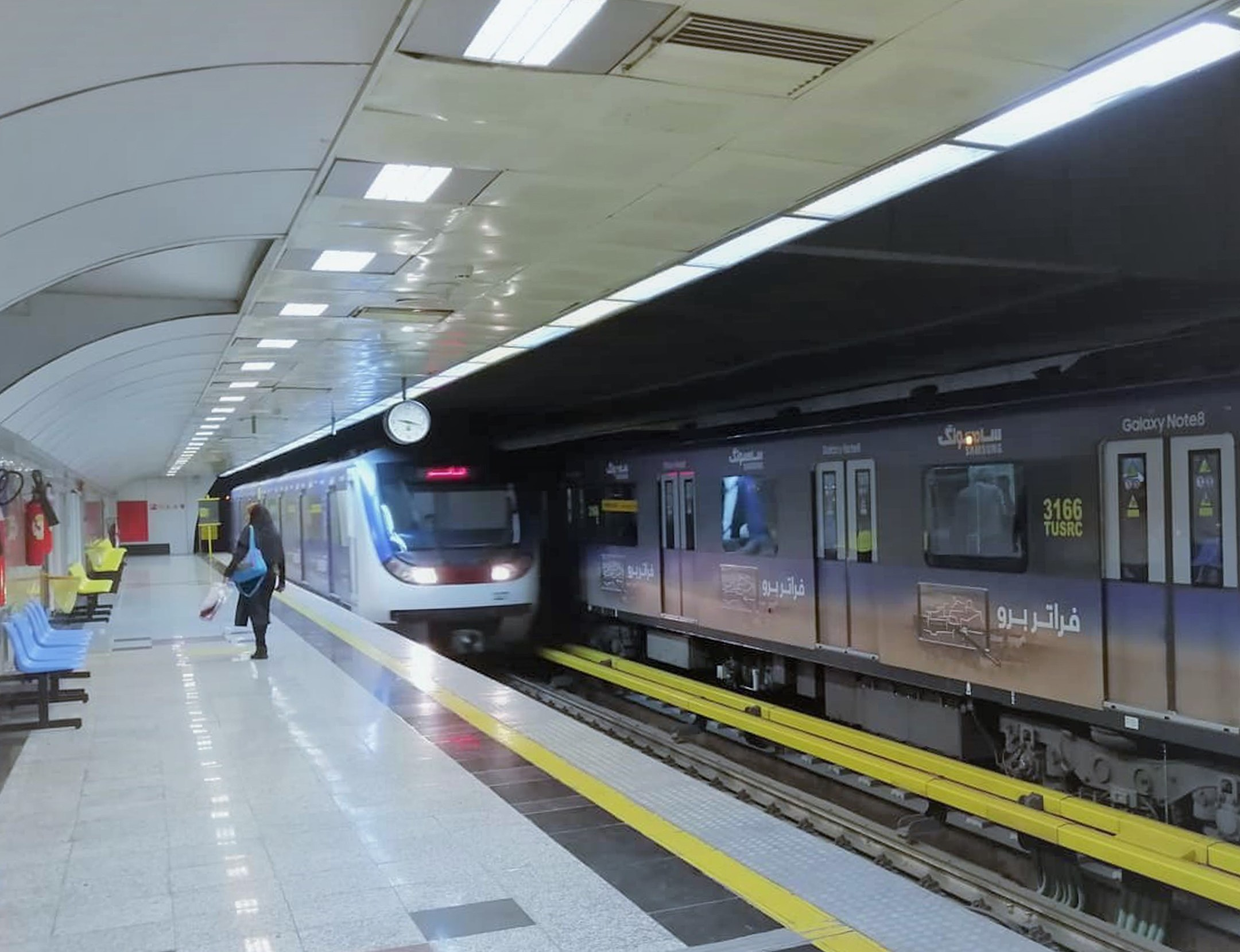
Metro v únoru 2019
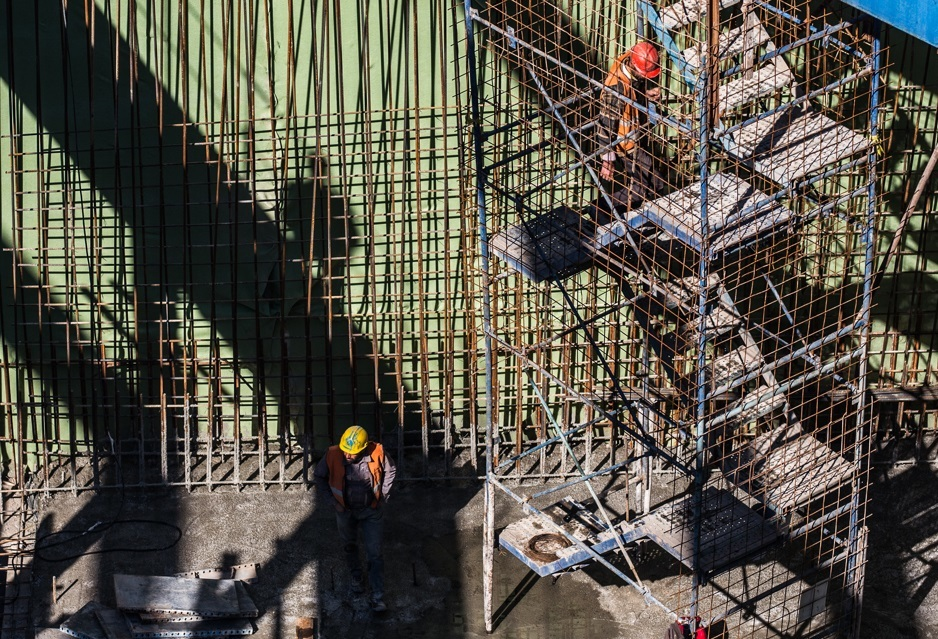
Výstavba šesté linky, 2019
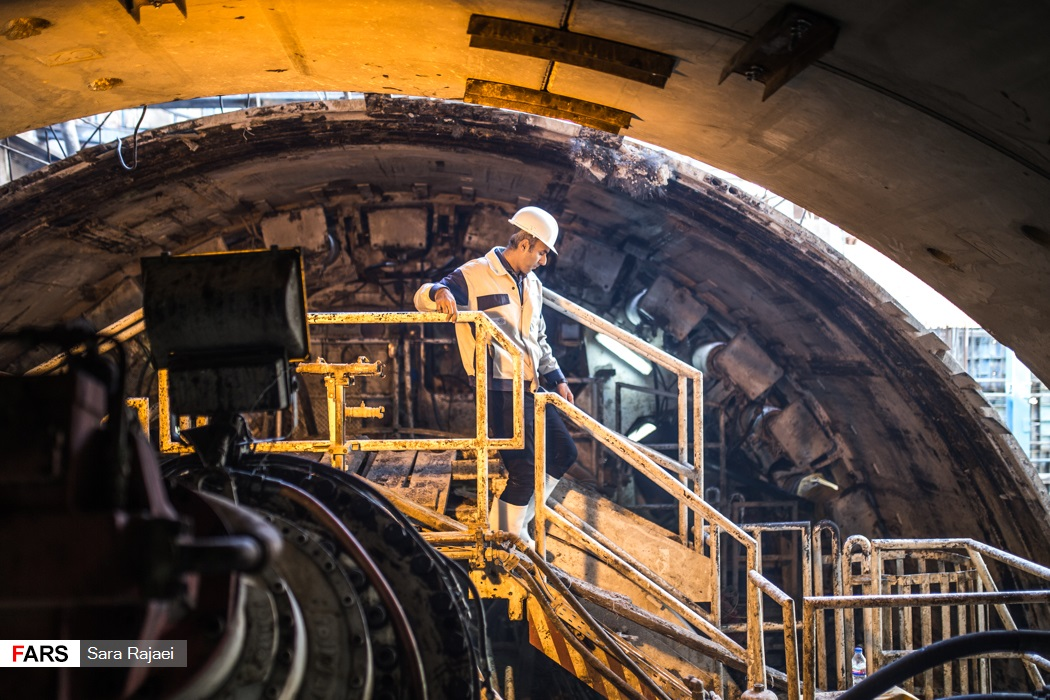
Výstavba metra, 2019